# Черкасский консервный комбинат
Черкасский консервный комбинат (укр. Черкаський консервний комбінат) — промышленное предприятие в городе Черкассы.

## История

### 1932 - 1991
Строительство предприятия началось в 1932 году в соответствии с первым пятилетним планом развития народного хозяйства СССР, в 1936 году Черкасский консервный завод был введён в эксплуатацию.
В 1940 году производственные мощности завода составляли 21 млн. условных банок консервов в год.
В ходе боевых действий Великой Отечественной войны и в период немецкой оккупации (22 августа 1941 — 14 декабря 1943) предприятие пострадало, но после окончания боев в городе и разминирования местности началось восстановление завода.
В 1956 году в результате объединения Черкасского консервного завода и двух овощеводческо-садоводческих совхозов был создан Черкасский консервный комбинат. К началу 1957 года предприятие входило в число ведущих предприятий города Черкассы и выпускало фруктовые, овощные и мясные консервы.
В 1981 году комбинат был включён в состав Черкасского агропромышленного производственного объединения по плодоовощной продукции "Черкассыплодоовощхоз".
В 1982 году на комбинате были введены в эксплуатацию цех по производству консервов для детского питания и производственная линия по замораживанию свежей овощной продукции.
В 1985 году на предприятии действовали 3 технологических цеха по производству консервов, 10 вспомогательных цехов, совхоз и 4 пункта по приёму, хранению и подаче сельхозсырья на переработку; предприятие выпускало 55 наименований продукции (в основном - овощные, томатные, фруктовые, мясные и мясорастительные консервы), производственные мощности комбината составляли 142,1 млн. условных банок консервов в год.

### После 1991
После провозглашения независимости Украины комбинат был передан в ведение министерства сельского хозяйства Украины и отнесен к категории предприятий группы "В".
В 2005 году предприятие было признано банкротом и с 2006 года прекратило производственную деятельность, однако продолжало существовать за счет предоставления собственных помещений в аренду частным предприятиям. 2009 год предприятие завершило с прибылью 24 тысячи гривен и в апреле 2010 года Фонд государственного имущества Украины объявил о подготовке к продаже комбината.
12 мая 2015 года Кабинет министров Украины включил комбинат в перечень предприятий, подлежащих приватизации в 2015-2016 годы.
13 октября 2015 года министр аграрной политики и продовольствия Украины А. М. Павленко уволил директора комбината А. Н. Божко за саботаж подготовки предприятия к приватизации.
20 ноября 2019 года комбинат был передан в управление Фонда государственного имущества Украины.